# 克莱尔·惠勒
克莱尔·梅·惠勒（英語：Clare May Wheeler；1998年1月14日—），澳大利亚女子职业足球运动员，司职中场，目前效力于埃弗顿女子足球俱乐部和澳大利亚国家女子足球队。她曾代表澳大利亚参加2024年夏季奥林匹克运动会女子足球比赛。